# The Wild Hunt (The Tallest Man on Earth)
| Recensione | Giudizio |
| ---------- | -------- |
| AllMusic   |          |

The Wild Hunt è il secondo album dell'artista svedese The Tallest Man on Earth (pseudonimo di Kristian Matsson).

## Tracce
1. The Wild Hunt – 3:22
2. Burden of Tomorrow – 3:34
3. Troubles Will Be Gone – 3:02
4. You're Going Back – 3:05
5. The Drying of the Lawns – 2:54
6. King of Spain – 3:26
7. Love Is All – 4:15
8. Thousand Ways – 2:53
9. A Lion's Heart – 3:15
10. Kids on the Run – 4:52
11. Like the Wheel (Bonus Track) – 3:58